# Pitts (Georgia)
Pitts es una ciudad ubicada en el condado de Wilcox en el estado estadounidense de Georgia. En el año 2000 tenía una población de 308 habitantes.

## Geografía
Pitts se encuentra ubicada en las coordenadas 31°56′43″N 83°32′24″O / 31.94528, -83.54000 (31.945270, -83.540004).
Según la Oficina del Censo, la localidad tiene un área total de 2,1 km² (0,8 mi²), de la cual 2,1 km² (0,8 mi²) es tierra y 0 km² (0 mi²) (0.00%) es agua.

## Demografía
Según la Oficina del Censo en 2000 los ingresos medios por hogar en la localidad eran de $24,625, y los ingresos medios por familia eran $26,058. Los hombres tenían unos ingresos medios de $27,500 frente a los $22,188 para las mujeres. La renta per cápita para la localidad era de $15,103. 